# Stockholm Lisboa Project
Stockholm Lisboa Project é um grupo misto português e sueco de World music criado em 2006. O seu reportório vai desde fados a polskas, unindo a música portuguesa e escandinava.
Receberam em 2009 e 2013 o Prémio da Critica Discográfica Alemã e em 2010 foram nomeados para os Songlines Music Awards.
O grupo tem actuado ao vivo em salas por todo o mundo e gravou concertos para Rádio e Televisão de Portugal (2007, 2008, 2009), Rádio Nacional Sueca (2007), rádios alemães WDR (2009) e NDR (2106), e Rádio YLE na Finlândia (2008).

## Integrantes

### Formação atual
- Simon Stålspets (mandola)[6][7]
- Sérgio Crisóstomo (violino)[6][7]
- Alice Andersson (saxofone)
- Rita Maria (vocalista)

### Ex-integrantes
- Liana (vocalista)[6][7]
- Luís Peixoto (bandolim)[6]
- Micaela Vaz (vocalista)
- Filip Jers (harmonica)[7]

## Discografia

### Álbuns de estúdio
- Sol (2007) (Nomis Musik)[6]
- Diagonal (2009) (Nomis Musik & Westpark)[7][8]
- Aurora (2012) [1][9]
- Janela (2016)

### Compilações
- Songlines Music Awards 2010 (2010) (Songlines) com o tema "Naverbiten / Corpo Aceso"[4]